# Прохирон
Прохирон (на гръцки Πρόχειρον или Πρόχειρος νόμος, Прохирос номос) е сборник от норми на византийското гражданско, военно, съдебно и църковно право.
Създаден е по заповед на император Василий I Македонец през 879 година. Той е ръководство за съда, а не официален сборник от закони.